# Инцзао Фаши

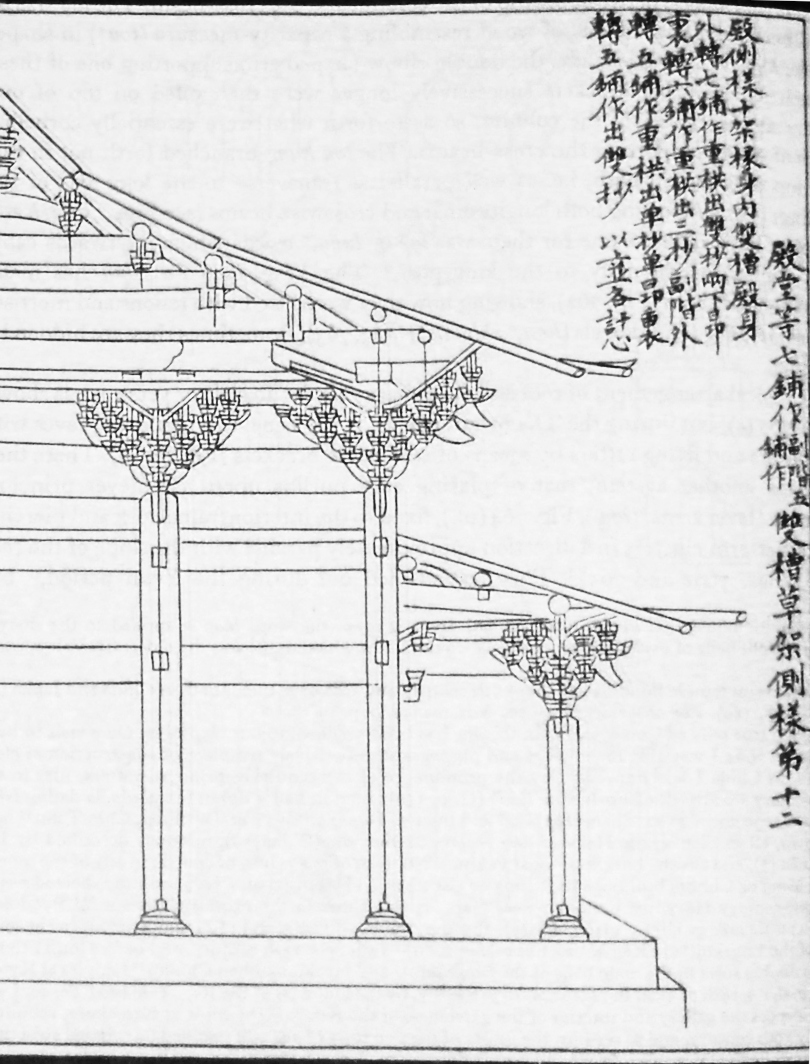
Поперечное сечение китайского здания, Инцзао Фаши

Инцзао Фаши (кит. упр. 營造法式, пиньинь Yíngzào Fǎshì, буквально: «Образцы строительства») — технический трактат по архитектуре, написанный китайским автором Ли Цзе (1065—1110) во времена правления династии Сун. Ли с 1097 по 1100 годы изучал множество ранних трактатов по архитектуре, и в 1100 году работа была закончена и представлена императору Чжэ-цзуну. Его преемник, император Хуэй-цзун, издал трактат в 1103 году, с тем чтобы обеспечить единый набор архитектурных образцов для строителей, архитекторов и грамотных мастеров, а также для инженерных ведомств. Трактат способствовал заметному карьерному продвижению своего автора, Ли Цзе. В 1145 году второе издание трактата Ли было опубликовано Ван Хуанем. Между 1222 и 1233 годами было опубликовано третье издание. Последнее издание, опубликованное в Пинцзяне (ныне Сучжоу), появлялось позже в энциклопедии Юнлэ и Сыку цюаньшу. Кроме того, были сделаны ряд копий для частных библиотек. Одна из копий Пинцзянского издания была найдена в 1919 году и факсимилирована в 1920 году.

## Трактат

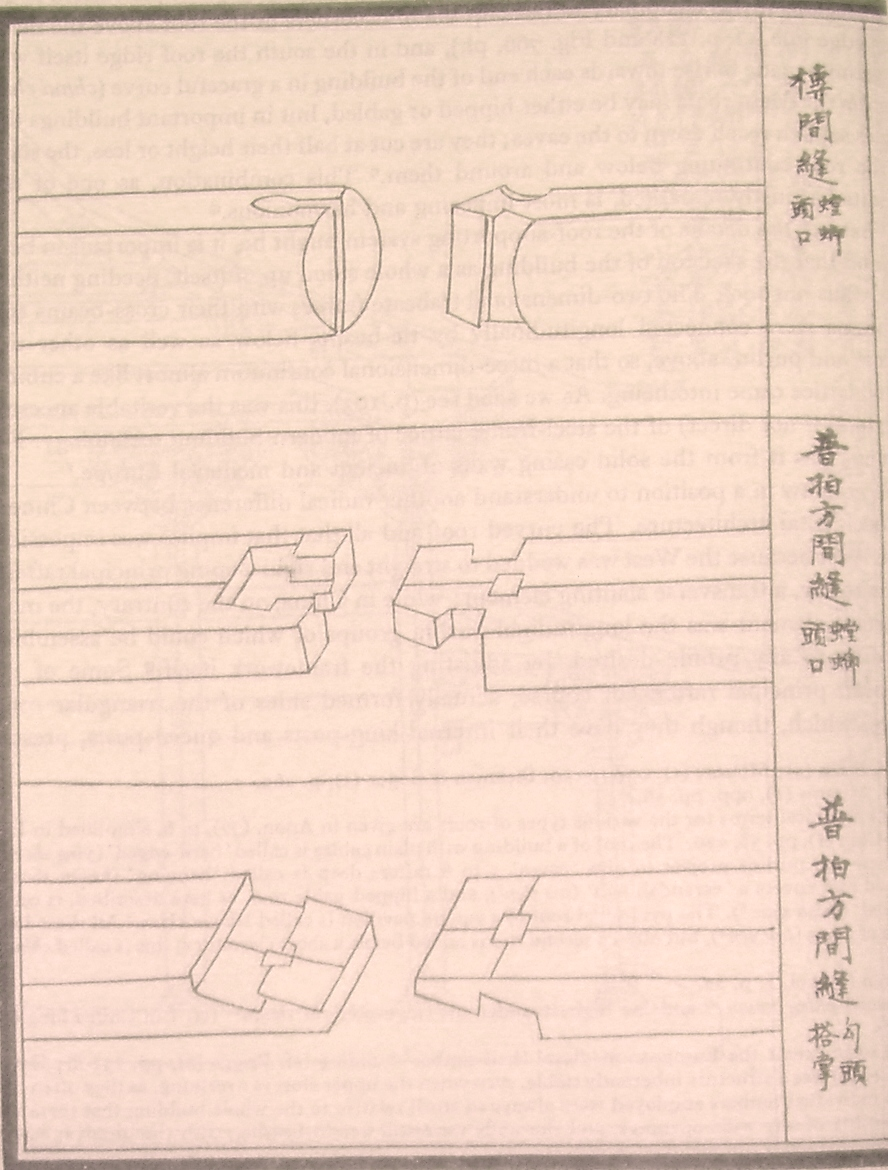
Шиповое соединение связующих и поперечных балок, Инцзао Фаши

В некоторых из книг Ли были использованы материалы существовавших ранее архитектурных трудов, но большинство из них является документированием унаследованных традиций мастеров и архитекторов, передававшихся из уст в уста. Трактат включает глоссарий технических терминов, и в том числе математические формулы. Перечислена и топография зданий, расположенных в различных местах. В трактате также имеется оценка денежных расходов на наем работников разного уровня квалификации и виды экспертизы в ремеслах. Для оценки взят один день работы в качестве основы, и также имеются материалы, учитывающие сезон, в котором выполнялась работа.
Работа Ли включает в себя правила и строительные нормы, финансовую информацию, стандарты для материалов, используемых в строительстве, а также классификацию различных ремесел. В 34-х главах трактата подробно указаны существующие единицы измерения, технология строительства рвов и укреплений, стандарты каменной кладки и конструкции из дерева. Изображены соединения колонн и балок, направления для резьбы по дереву, точения и сверления, распиливания, укладка черепицы, возведение стен зданий, использование декоративных красок и различных покрытий. В трактате перечислены смесительные пропорции для раствора в кирпичной и кафельной кладке. Книга содержит иллюстрации всех практик и стандартов. Так, например, Ли разработал стандартную систему классификации из восьми уровней или принципов модульной архитектуры для различных размеров деревянных строений. Эта классификация была известна как система Цай-Фэнь и универсально применяется к разным зданиям.

Хотя и ранее было написано несколько трактатов, книга Ли является старейшим существующим техническим руководством по китайской архитектуре, сохранившимся нетронутым и в полном объеме.

## Галерея

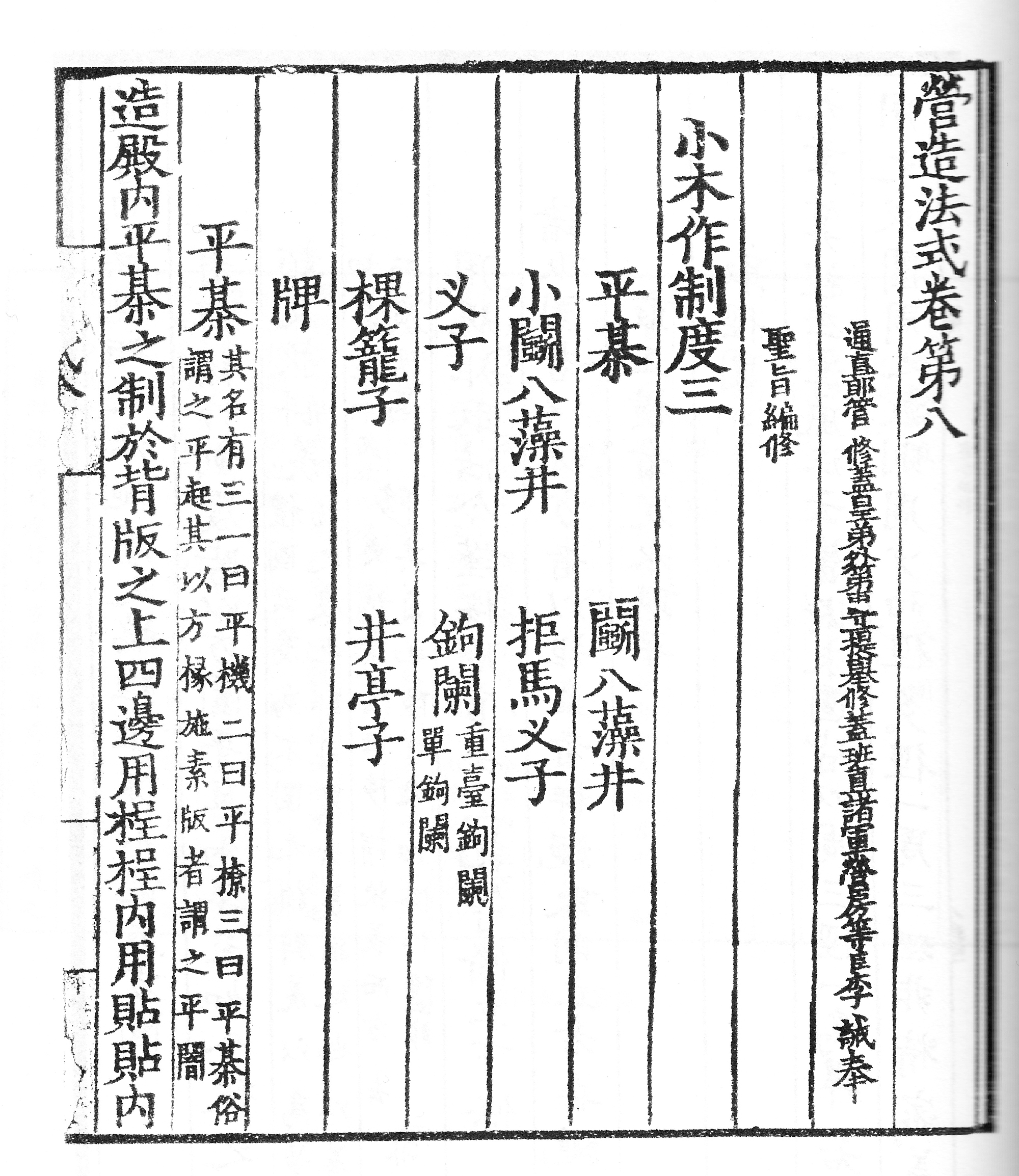
Страница из Сунского издания Инцзао Фаши (1145, том 8)
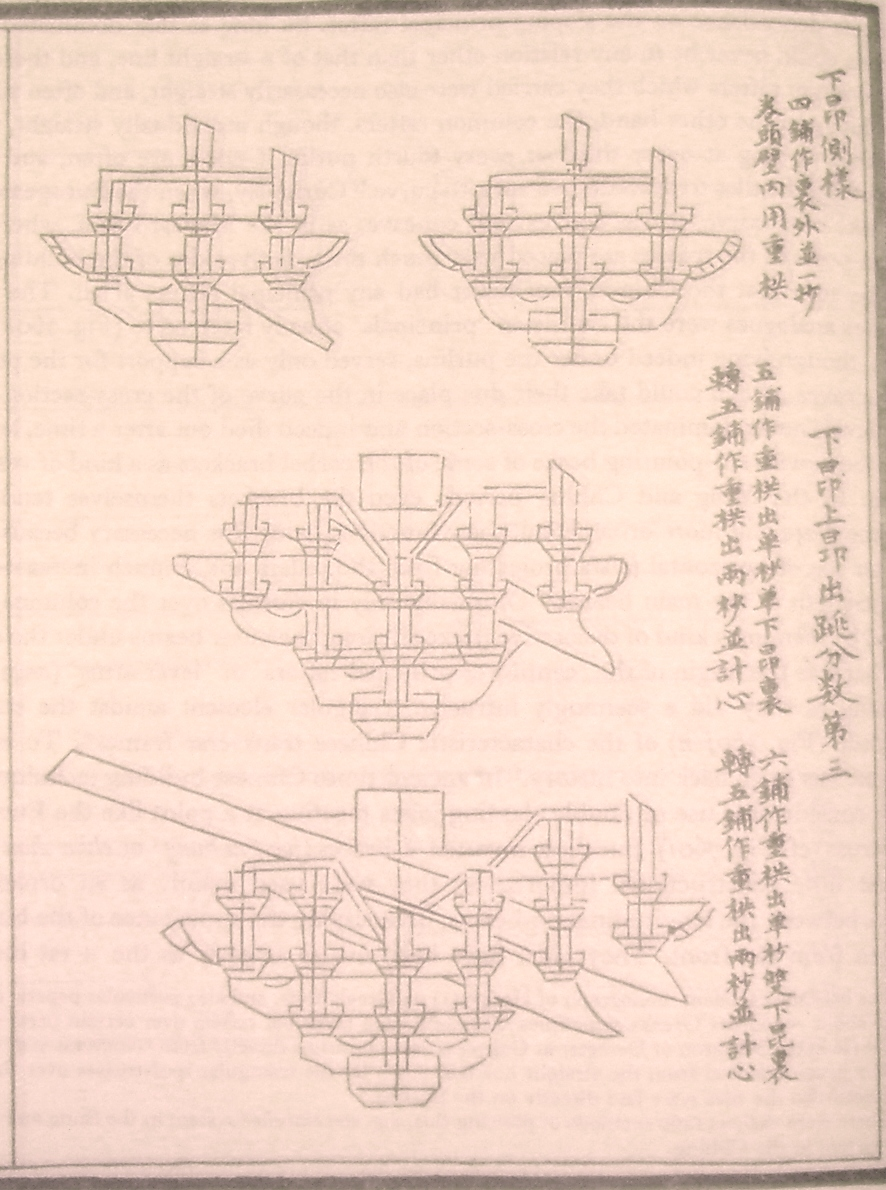
Кронштейн, содержащий консольные балки, Инцзао Фаши (1103)
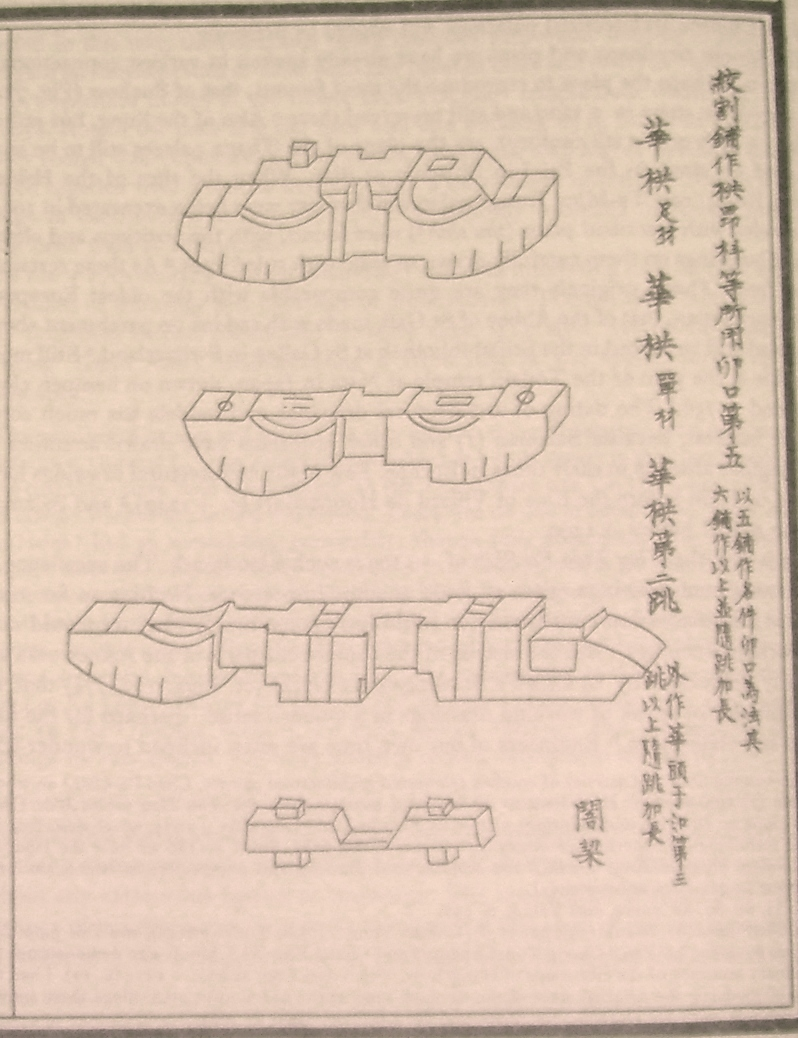
Поперечные кронштейны, Инцзао Фаши (1103)
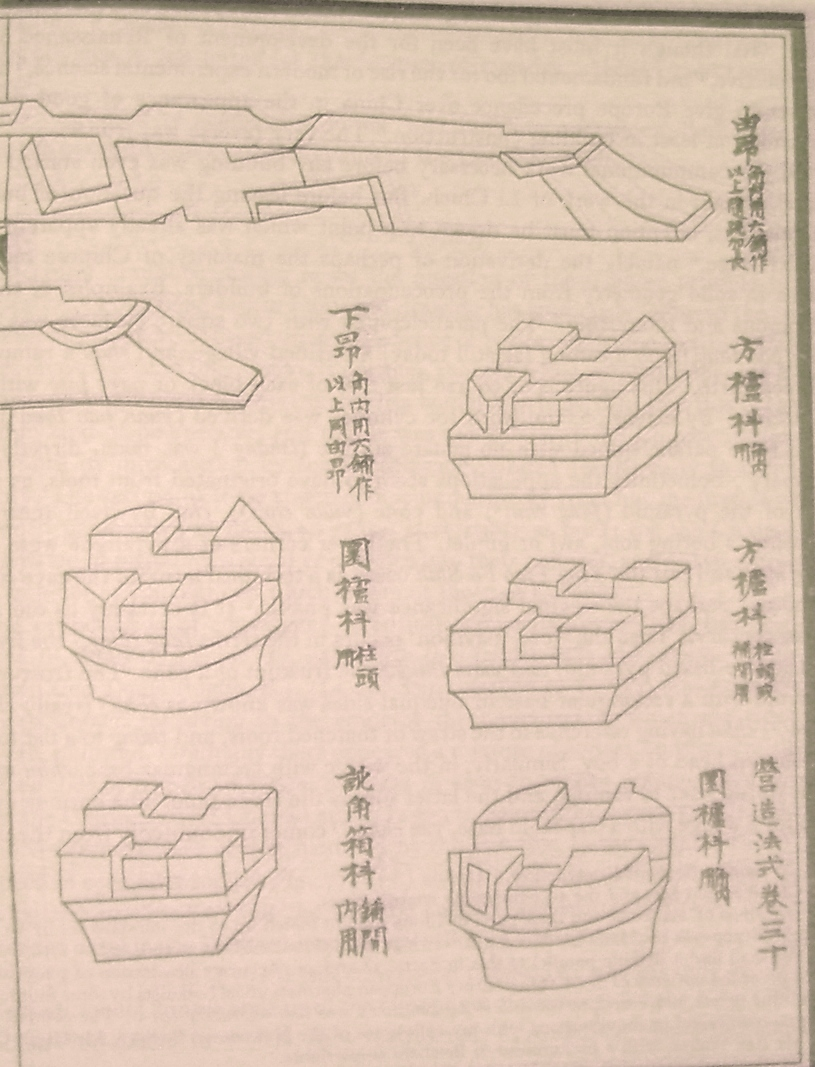
Кронштейн и консольные балки, Инцзао Фаши (1103)
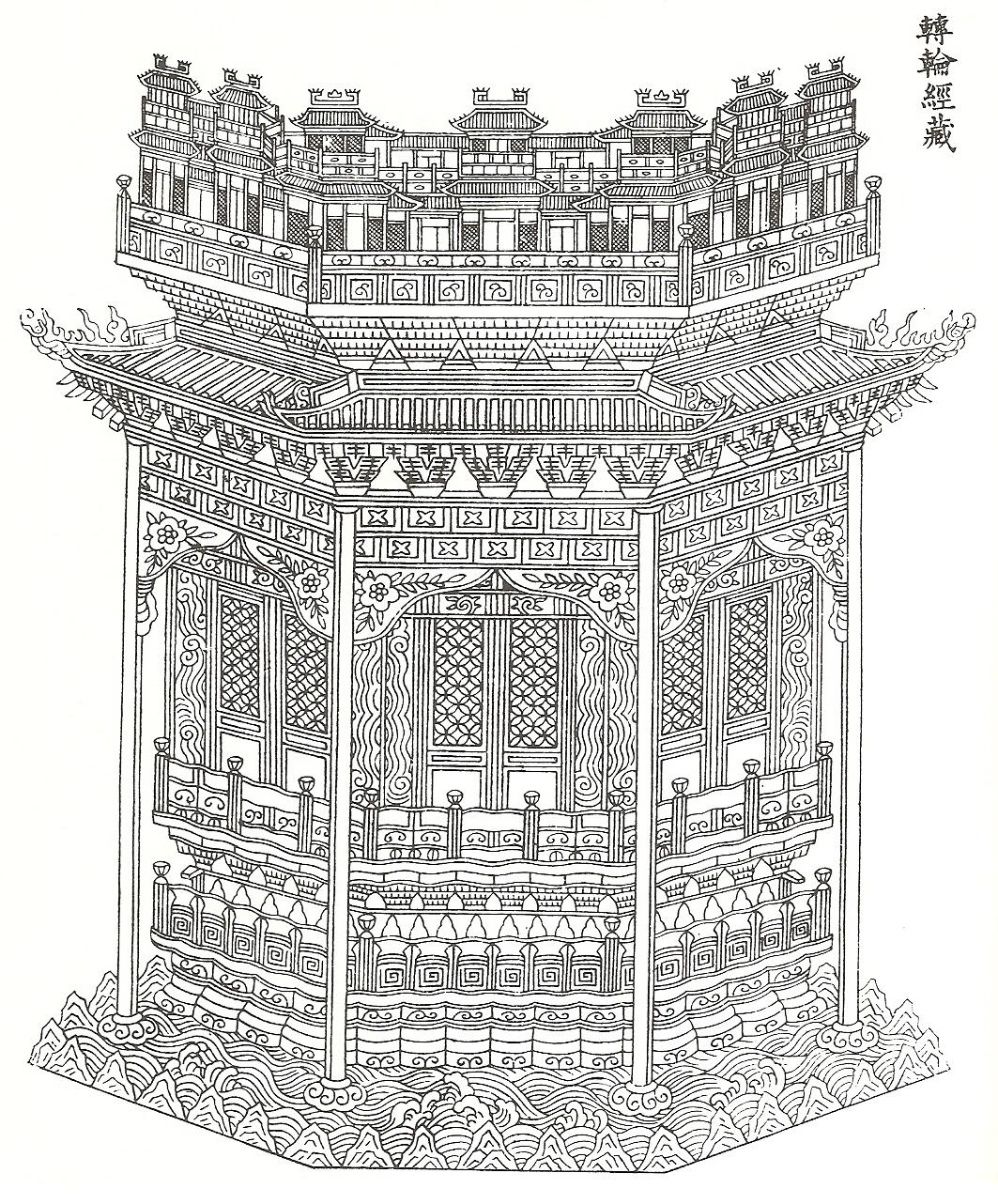
Вращающийся шкаф с буддийскими сутрами, Инцзао Фаши (1103)
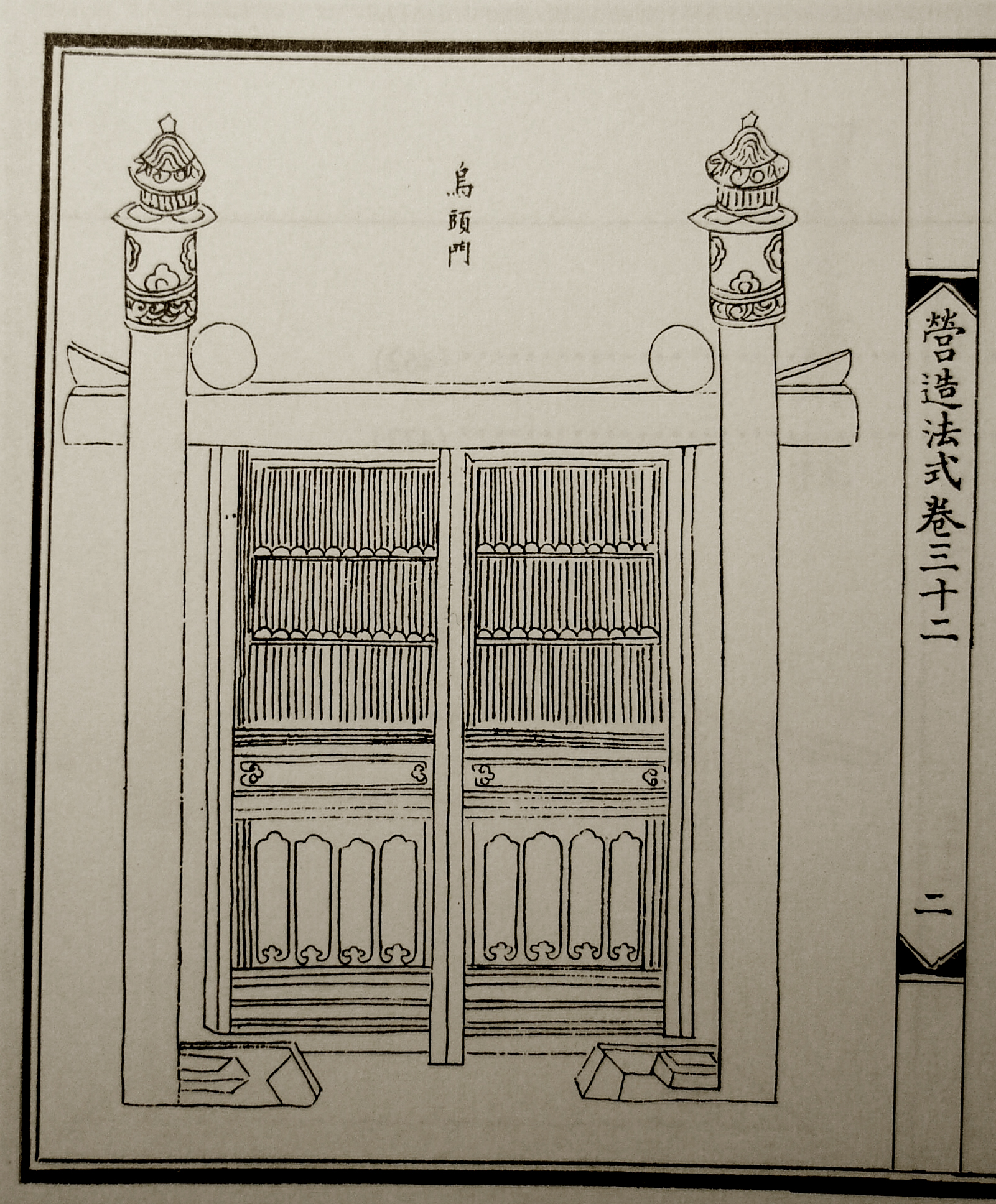